# Setina irrorella
Setina irrorella là một loài bướm đêm thuộc phân họ Arctiinae, họ Erebidae. Nó được tìm thấy ở châu Âu và miền bắc châu Á.
Sải cánh dài 27–33 mm. Chiều dài cánh trước là 11–18 mm. Con trưởng thành bay tháng 5 đến tháng 7 tùy theo địa điểm.
Ấu trùng ăn địa y.

## Hình ảnh

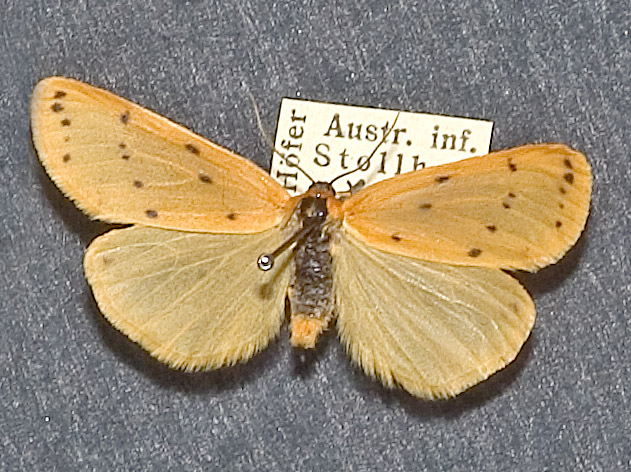
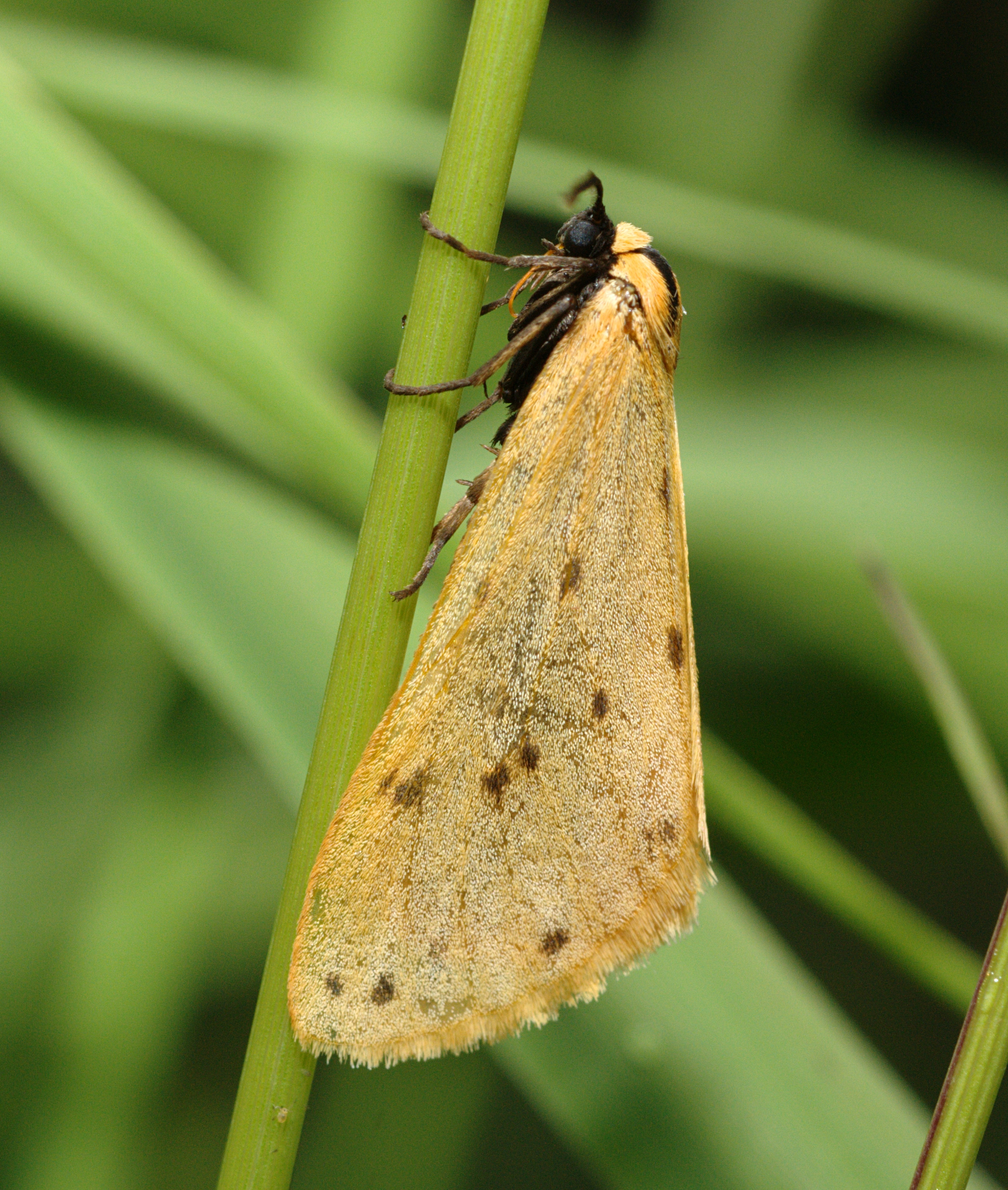
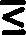
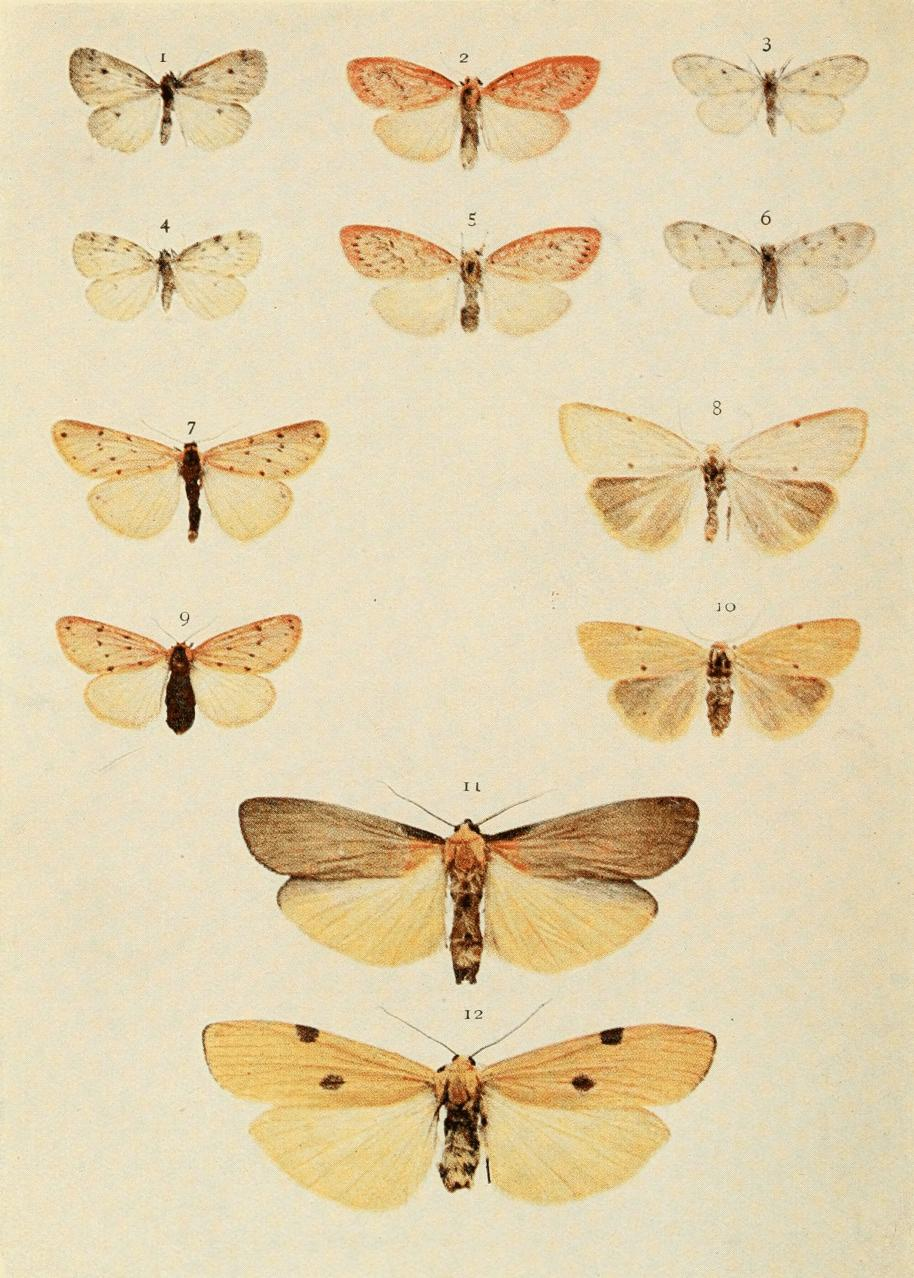